# 伊日齊克
46°45′6″N 31°33′12″E / 46.75167°N 31.55333°E
伊日齊克（烏克蘭語：Їжицьке），是烏克蘭南部的村莊，隸屬尼古拉耶夫州的尼古拉耶夫區。該村面積0.25平方公里，2001年人口6，人口密度每平方公里24人。